# Urobatis jamaicensis
Urobatis jamaicensis; là một loài cá đuối trong họ Urotrygonidae, được tìm thấy ở vùng nhiệt đới miền tây Đại Tây Dương từ North Carolina đến Trinidad. Loài này sống ở tầng đáy và sống ở đáy có cỏ biển bùn cát ở các vùng nước nông, thường gần các rạn san hô. Nó có bề ngang hơn 36 cm (14 in). Nó ăn các loài động vật không xương sống và cá nhiều xương.
Loài này phân bố khắp các vùng nước gần bờ của vịnh Mexico và biển Caribbean, bao gồm Florida, Bahamas, và Greater và Lesser Antilles đến Trinidad. Đôi khi hiếm hoi nó có mặt xa đến tận phía bắc đến Cape Lookout ở North Carolina.